# 風に舞いあがるビニールシート
『風に舞いあがるビニールシート』（かぜにまいあがるビニールシート）は、森絵都の短編小説集とその表題作、またその短編小説を原作とするテレビドラマ。第135回直木賞受賞作（2006年上半期）。

## 概要
単行本は2006年5月に文藝春秋刊 (ISBN 4-16-324920-6)。文庫本は2009年4月に文春文庫刊 (ISBN 978-4-16-774103-7)。
東京のUNHCRに勤務する女性の愛と転身を描いた表題作のほか、上司である天才的ケーキ職人に翻弄され結婚との狭間で揺れる女性を描いた「器を探して」、捨て犬の世話をするボランティア活動に一主婦が献身する姿を描く「犬の散歩」、大学二部で学ぶ男性がレポートの代筆を依頼するため伝説的な先輩学生を探す「守護神」、仏像修復に尋常ならざる情熱を燃やす不器用な職人と親方との確執を描く「鐘の音」、クレームへの謝罪に赴く中堅の出版社社員と若い玩具メーカー社員の世代間ギャップを描く「ジェネレーションX」の6篇より構成されている。
- 初出（『別冊文藝春秋』掲載）
  - 器を探して（2005年3月号・256号、「美濃焼の器」を改題）
  - 犬の散歩（2005年5月号・257号）
  - 守護神（2005年7月号・258号）
  - 鐘の音（2005年9月号・259号、「残響」を改題）
  - ジェネレーションX（2005年11月号・260号）
  - 風に舞いあがるビニールシート（2006年1月号・261号）

## テレビドラマ

### 概要
『土曜ドラマ 風に舞いあがるビニールシート』は、NHKの土曜ドラマで放送されていた日本のテレビドラマ。全5回。
上記の短篇集に収録された表題作「風に舞いあがるビニールシート」を原作に制作されており、そのため原作中には登場しない多くの設定・人物（主人公の親友や実家、同僚である国連職員など）が追加されている。

### 放送時間
※ここでの時間表記は、すべて日本時間とする。
- 総合テレビ 21:00 - 21:53（本放送）
- BSハイビジョン 18:00 - 18:53（先行放送）

### キャスト
- 工藤里佳 - 吹石一恵
- エドワード・ウェイン - クリス・ペプラー
- 寺島真治 - 吉沢悠
- 米倉仁 - 佐野史郎
- 神谷温子 - 片平なぎさ
- 千石高明 - 長谷川朝晴
- デニス・ハミルトン - ダンテ・カーヴァー
- 川井千鶴 - 大島優子[1]
- 栗田尚美 - 平岩紙
- 白石恵利子 - 篠原ともえ
- 工藤陽市 - 塩見三省
- 工藤遥 - 宮崎美子
- 結城マリア - サヘル・ローズ

※クリスは元々、ディスクジョッキーなどをしているが、俳優としては当番組がデビュー作となる。

### スタッフ
- 原作 - 森絵都
- 脚本 - 宮村優子、加藤綾子
- 音楽 - 菅野よう子
- 制作統括 - 遠藤理史
- プロデューサー - 岡本幸江
- 演出 - 岡田健、渡邊良雄
- 撮影協力 - 国連難民高等弁務官事務所駐日事務所
- 制作著作 - NHK

### 主題歌
- 「i say,"yes"」 - 布施明

### サブタイトル
| 第1回                                                      | 2009年5月30日 | イマジン               | 7.2% |
| 第2回                                                      | 2009年6月6日  | 撮るか、救うか         | 4.9% |
| 第3回                                                      | 2009年6月13日 | ビニールシートのように | 5.5% |
| 第4回                                                      | 2009年6月27日 | 虹の彼方に             | 5.2% |
| 最終回                                                     | 2009年7月4日  | フィールドからの伝言   | 6.4% |
| 平均視聴率：5.8%（視聴率は関東地区・ビデオリサーチ社調べ） |               |                        |      |

※2009年6月20日は「SAVE THE FUTURE」放送のため休止